# Pseudocydonia
Pseudocydonia je monotipski rod ružovki. Jedina vrsta je grm ili drvo P. sinensis, kineski endem uvezen i u Japan, Južnu Koreju i Kaliforniju.
Rod je opisan u Repertorium Specierum Novarum Regni Vegetabilis 3(38/39): 180. 1906.
- P. sinensis, stablo
- P. sinensis
- P. sinensis, plod
- P. sinensis, cvijet

## Sinonimi
- Cydonia sinensis Thouin; bazionim
- Chaenomeles sinensis (Thouin) Koehne
- Pyrus sinensis (Thouin) Poir.